# نیو آفنبرگ (میزوری)
نیو آفنبرگ (به انگلیسی: New Offenburg) یک منطقهٔ مسکونی در ایالات متحده آمریکا است که در میزوری واقع شده‌است.